# Mort de Sarah Everard

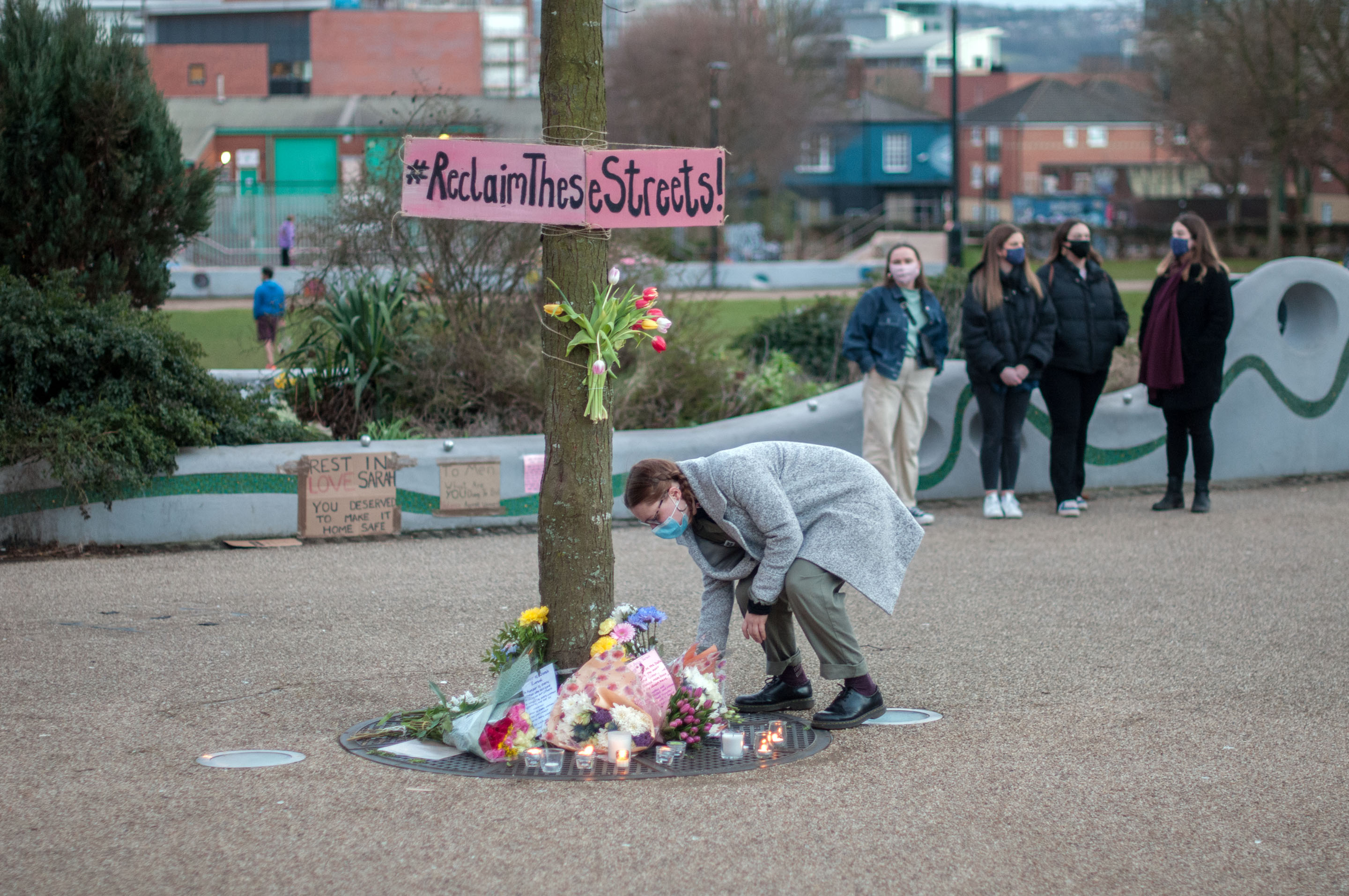
Une femme dépose des fleurs pour Sarah Everard

Le soir du mercredi 3 mars 2021, Sarah Everard, responsable marketing de 33 ans, disparait dans le sud de Londres. Elle vivait dans le quartier de Brixton Hill, à Londres, et n'a plus été vue après avoir quitté la maison d'un ami près de Clapham Common pour rentrer chez elle à pied,.
Le 9 mars, Wayne Couzens, un officier de la police métropolitaine de l'unité de la protection parlementaire et diplomatique de 48 ans, est arrêté à Deal, dans le Kent, d'abord parce qu'il est soupçonné de l'enlèvement de Sarah Everard et plus tard parce qu'il est soupçonné de son meurtre. Le 10 mars, ses restes ont été découverts dans une forêt près d'Ashford, dans le Kent. Wayne Couzens a été accusé d'enlèvement et de meurtre deux jours plus tard.
Le 13 mars, une manifestation a eu lieu en hommage à Sarah Everard, à Londres, conduisant à une réponse controversée de la police et à quatre arrestations pour infractions à la réglementation COVID-19.

## Biographie
Sarah Everard est née dans le Surrey en 1987. Elle a grandi à York, où elle a fréquenté la Fulford School,. Elle a étudié la géographie humaine à la Société St Cuthbert, Université de Durham, de 2005 à 2008,. Elle vivait dans la région de Brixton Hill et travaillait en tant que responsable marketing pour une agence de médias numériques,.

## Faits et enquête
Vers 21h00, dans la soirée du mercredi 3 mars 2021, Sarah Everard quitte la maison d'un ami près de Clapham Junction à l'ouest de Clapham Common, Elle traverse la commune, le long de la route circulaire sud A205, en route vers son domicile . Elle parle à son petit ami sur son téléphone portable pendant environ quinze minutes et accepte de le rencontrer le lendemain.
À 21h28, elle est vue sur des images de vidéosurveillance privée sur la route de Poynders et quatre minutes plus tard sur la caméra d'une voiture de police. Des images de vidéosurveillance d'un bus passant son trajet à 21 h 35 ont également aidé à l'enquête. Le lendemain, le jeudi 4 mars, le petit ami d'Everard contacte la police car elle ne s'est pas présentée à leur rendez-vous.
Le 10 mars, la police fouille une forêt près d'un ancien centre de loisirs à Great Chart à 3 km d'Ashford, Kent, et découvre des restes humains dans un grand sac,. Les policiers ont également fouillé un garage lié à un suspect au sommet des falaises blanches, à côté de la batterie St Martin, surplombant le port de Douvres. Le 12 mars, le corps de Sarah Everard a été identifié grâce aux dossiers dentaires.
Le 14 mars, la police boucle une section de The Rope Walk à Sandwich, dans le Kent, dans le cadre de l'enquête,. Le maire de Sandwich, Jeff Franklin, estime qu'un mille carré (2,6 km²) de la ville était délimité par le cordon.

## Suspect et poursuites judiciaires
Le 9 mars, la police du Kent arrête Wayne Couzens, 48 ans, un agent de police de la police métropolitaine, à son domicile de Deal, pour des soupçons d'enlèvement. Le 10 mars, jour de la découverte du corps de Sarah Everard, il est de nouveau arrêté pour meurtre.
Wayne Couzens rejoint la police métropolitaine en septembre 2018 et est affecté à la branche de la protection parlementaire et diplomatique  qui est responsable de la protection en uniforme du gouvernement et des locaux diplomatiques. Une femme d'une trentaine d'années est arrêtée à son adresse parce qu'elle était soupçonnée d'avoir aidé un délinquant mais est ensuite relâchée sans inculpation.
Le 11 mars, Wayne Couzens est brièvement hospitalisé pour une blessure à la tête subie en garde à vue, après quoi il est retourné au poste de police. La police affirme que la blessure est arrivée alors qu'il était seul dans sa cellule. Il est de nouveau blessé à la tête le lendemain.
Wayne Couzens est accusé de l'enlèvement et du meurtre de Sarah Everard, le 12 mars. Il comparait le 13 mars et est placé en détention provisoire avant de comparaître à Old Bailey dans la prison de Belmarsh le 16 mars,. L'audience de plaidoyer et le procès provisoire sont fixés respectivement au 9 juillet et au 25 octobre 2021.
Le 9 juillet 2021, il plaide coupable devant la justice pour l'enlèvement et le viol de Sarah Everard.
Le 30 septembre 2021, il est condamné à la prison à vie.